# Frauen im Metropol
Frauen im Metropol ist eine Große Operette in zehn Bildern mit der Musik von Ludwig Schmidseder, dem Libretto von Heinz Hentschke und den Liedtexten von Günther Schwenn. Das Werk erlebte seine Uraufführung am 27. September 1940 am Metropol-Theater in Berlin.

## Orchester
Oboe, Sax I, II, III, IV, Trompete I, II, III, Posaune I, II, Schlagwerk I, II, Harfe, Gitarre, Bandoneon, Klavier, Violine I, II, Va, Vc, Kb; Bühnenmusik: Violine, Gitarre, Harmonika

## Handlung

### Ort und Zeit
Die Revueoperette spielt in Berlin an verschiedenen Schauplätzen, in den 1930er-Jahren.
Die 10 Bilder sind:
1. Das Spiel kann beginnen
2. Der Zirkus kommt!
3. Im Park von Sanssouci
4. Alwin Brandt – stadtbekannt!
5. Atelierfest bei Angela Manzoni
6. Hotel der Welt
7. Der Wiener Himmel
8. Lauschkes Wohnwagen
9. Im Metropol-Theater
10. Großes Finale
Bei der Premiere im Metropoltheater verkörperte  Elfie Mayerhofer die Jutta und Kurt Seifert Otto Lauschke; Rudi Godden war als Peter Hermann und Gretl Schörg als Fritzi zu erleben. Dirigent war Werner Schmidt-Boelcke.

## Musikalische Höhepunkte
- Ich träume von Liebe (Tango)

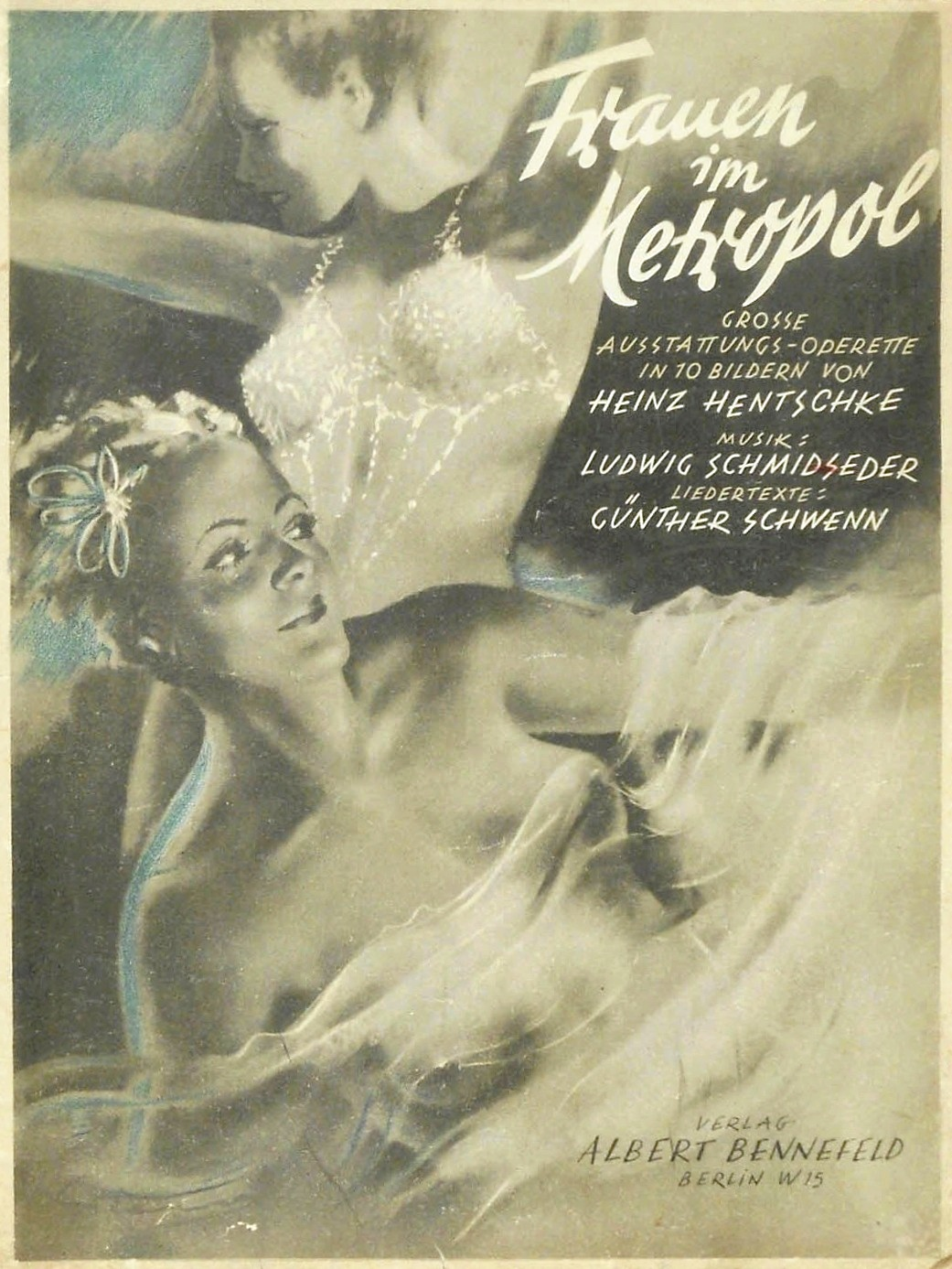
Titelblatt

- Heute Abend bin ich frei! (Foxtrott); dieser Titel erlangte u. a. durch das Schuricke-Terzett große Bekanntheit.
- Wenn man 'neinkommt in' Himmel (Wiener Lied)
- Was macht ein Mann nicht alles? (Langsamer Foxtrott)
- Wir sind füreinander geboren (Tango)
- Komm doch in meine Arme! (Duett); dieser Titel wurde vor allem durch Elfie Mayerhofer und Rudi Godden sehr bekannt.
- Wir tanzen durchs Leben!

## Tonträger
Großer Querschnitt beim Hamburger Archiv für Gesangskunst (CD Nr. 30131) mit Margit Schramm, Reinhold Bartel, Herbert Ernst Groh und dem Münchner Rundfunkorchester unter der Leitung von Werner Schmidt-Boelcke
Einzeltitel bei JUBE auf der CD Ludwig Schmidseder – Es gibt so süße Mädels (CD Nr. 15001)